# 安库尔 (加来海峡省)
安库尔（法語：Incourt，法語發音：[ɛ̃kuʁ]）是法国上法蘭西大區加来海峡省的一个市镇，属于蒙特勒伊区。

## 地理
安库尔（50°23'27"N, 2°9'7"E）面积1.82 平方千米，位于法国上法蘭西大區加来海峡省，该省份为法国北部沿海省份，西北濒北海，南至索姆省，东临北部省。
与安库尔接壤的市镇（或旧市镇、城区）包括：布兰热勒、埃克利默、弗雷努瓦、讷莱特、罗朗库尔、维勒曼。

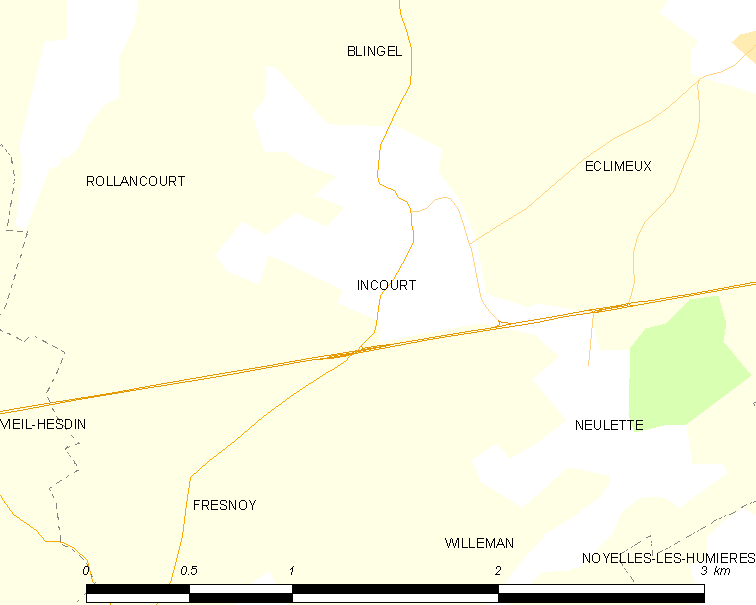
的OSM定位图

安库尔的时区为UTC+01:00、UTC+02:00（夏令时）。

## 行政
安库尔的邮政编码为62770，INSEE市镇编码为62470。

## 政治
安库尔所属的省级选区为欧克西堡县。

## 人口

1962-2008年间人口变化图示

安库尔于2022年1月1日时的人口数量为90人。